# N825 (België)
De N825 is een gewestweg in de Belgische provincie Luxemburg. De route verbindt de N848 bij Fauvillers met de N85 in Longlier. De route heeft een lengte van ongeveer 16 kilometer en bestaat uit twee rijstroken voor beide rijrichtingen samen.

## Plaatsen langs de N825
- Witry
- Traimont
- Ébly
- Mon Idée
- Longlier